# ГЕС Ham Thuan
ГЕС Ham Thuan — гідроелектростанція у південній частині В'єтнаму. Знаходячись перед ГЕС Да-Мі, становить верхній ступінь дериваційного гідровузла у сточищі річки Ла-Нга, яка дренує західний схил прибережного хребта та впадає ліворуч до водосховища ГЕС Трі-Ан на річці Донг-Най (тече у південному напрямку до злиття на околиці Хошиміна з річкою Сайгон, після чого під назвою Soài Rạp досягає Південнокитайського моря).
У межах проєкту Ла-Нга перекрили кам'яно-накидною греблею висотою 94 метри та довжиною 686 метрів. Разом з чотирма допоміжними дамбами вона утримує водосховище з площею поверхні 25,2 км2 та об'ємом 695 млн м3 (корисний об'єм 523 млн м3), в якому припустиме коливання рівня поверхні в операційному режимі між позначками 575 та 605 метрів НРМ.
Зі сховища по правобережжю проклали дериваційний тунель, який виводить до розташованого від водозабору за 3,1 км машинного залу. Останній спорудили в наземному виконанні у сточищі притоки Ла-Нга річки Да-Мі. Основне обладнання станції становлять дві турбіни потужністю по 150 МВт, забезпечують виробництво 965 млн кВт·год електроенергії на рік.
Відпрацьована вода по відвідному каналу довжиною 1,5 км потрапляє у водосховище станції нижнього рівня, в якому рівень поверхні коливається між позначками 323 та 325 метрів НРМ.
Видача продукції гідровузла відбувається по ЛЕП, розрахованих на роботу під напругою 220 кВ та 110 кВ.
Накопичення води у сховищах проєкту дозволило збільшити виробіток станції Трі-Ан та забезпечити додатковий ресурс для зрошення.